# Eumyias
Eumyias es un género de aves paseriformes perteneciente a la familia Muscicapidae. Sus miembros habitan en el sur de Asia, extendiéndose desde el subcontinente indio hasta las islas de la Sonda y las Molucas.

## Especies
Contiene las siguientes seis especies:
- Eumyias sordidus — papamoscas de Ceilán;
- Eumyias thalassinus — papamoscas verdín;
- Eumyias panayensis — papamoscas isleño;
- Eumyias albicaudatus — papamoscas de los Nilgiri;
- Eumyias indigo — papamoscas índigo;
- Eumyias additus — papamoscas gorgiestriado.